# Tagelmust

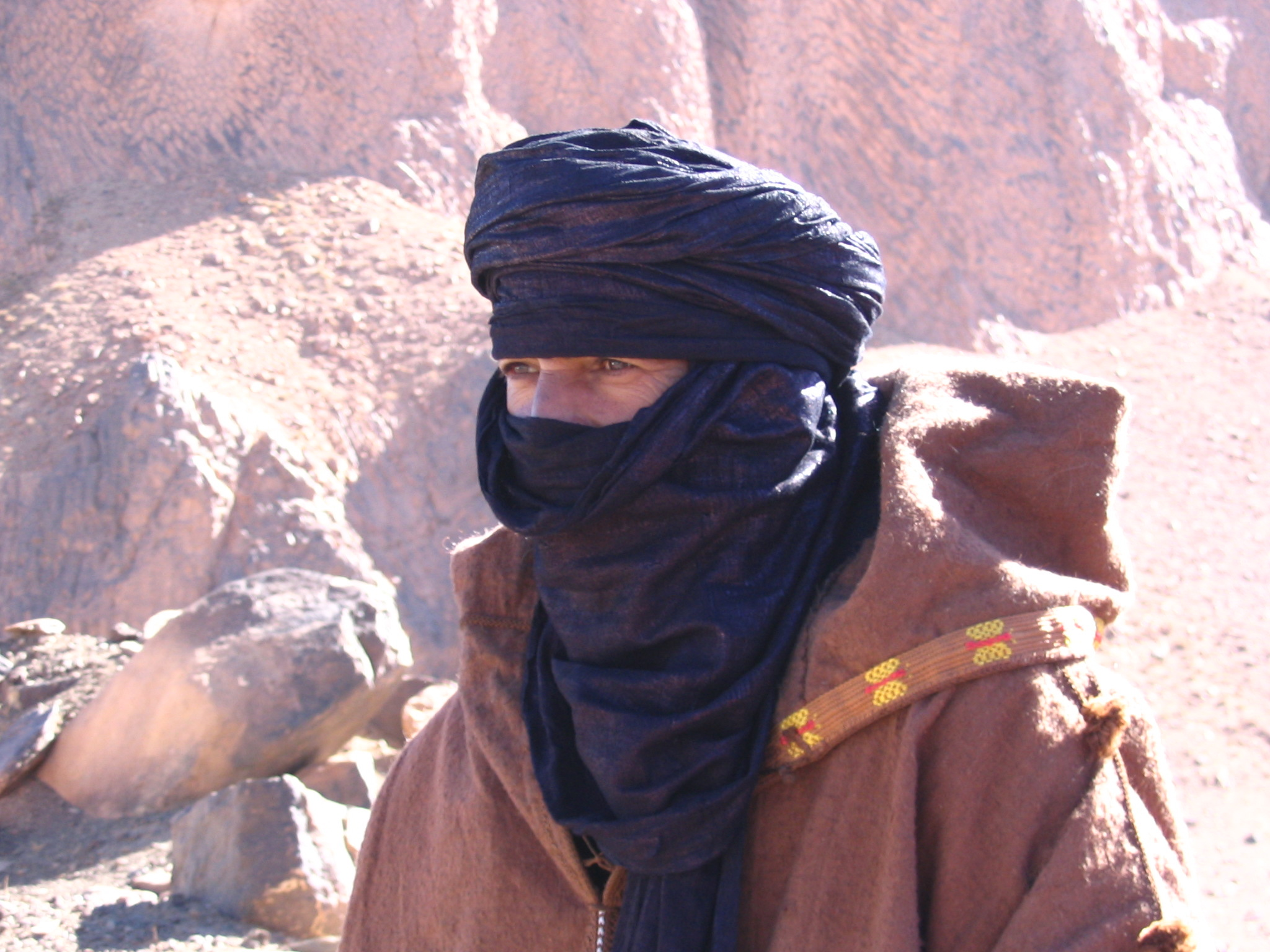
Tagelmust tragender Targi

Ein Tagelmust (Tamascheq, Volk der Schleier, auch bekannt als Cheich oder berberisch: Chèche beziehungsweise éghéwed) ist ein indigogefärbtes Baumwoll- oder Leinen-Kleidungsstück, das den Turban mit einem (Gesichts-)Schleier kombiniert. Das blaue oder in abfärbendem Schwarz (eshesh) gehaltene Textil bestand früher aus vielen per Hand zusammengenähten Stoffstücken, die eine lange Stoffbahn bilden, die sogenannten aleshu oder alasho. Er wird von Tuareg-Männern in verschiedenen Staaten Westafrikas getragen und kann bis zu 15 m lang sein. Die Wickeltechnik, die Verwendung eines Turbanbands und die Form der manchmal an diesem befestigten Amulettbehälter ist regional unterschiedlich.

## Herstellung
Der Tagelmust wurde früher zumeist ohne Wasser mittels zerstoßenem Indigo eingefärbt, weil regelmäßig Wassermangel bestand. Durch mehrfaches Färben und die anschließende Behandlung mit einem Baumharz erhielt er seine tiefblaue Farbe. Letztlich wurde er mit einem Schlegel so lange geschlagen, bis sich auf der Oberfläche eine lackartige, glänzende Konsistenz bildete. Typisch für indigogefärbte Stoffe ist das Abfärben des blauen Pigments auf die Haut. Das hatte dazu geführt, dass die Tuareg gemeinhin als die „blauen Männer der Wüste“ bezeichnet werden.

## Funktionen
Der Tagelmust findet praktische Verwendung in der Sahara, weil er nicht nur einen Kopfschutz gegen Sonne und Sand bietet, sondern aufgrund seines Schleiers das Einatmen von Sand (insbesondere bei Sandstürmen) verhindert. Man glaubt, dass Indigo seinen Träger gesundheitlich unterstützt und als Schönheitsideal gilt; Haut und Wohlstand werden angeblich gefördert. Zum Tagelmust wird stets eine lange Hose getragen, da davon ausgegangen wird, dass die beiden Kleidungsstücke Brüder sind (so die geläufige Erklärung der Tuareg).
Der Tagelmust wird turbanartig um den Kopf gewickelt, nachdem er um die untere Gesichtshälfte gelegt wurde. Je länger, desto festlicher ist er. Aber auch das soziale Ansehen lässt sich an der Länge ablesen; je respektabler eine Persönlichkeit, desto länger die Stoffbahn. Kulturell taucht der Tagelmust gelegentlich auch bei anderen Volksgruppen, wie den Hausa oder den Songhai auf. In heutiger Zeit kommen immer wieder andere Farben als Indigo ins Spiel. Junge Tuareg der neuen Ishumar-Generation tragen auch grelle Farben wie Gelb, Rot, Türkis, Rosa, Orange und Grün.
Den Tagelmust erhält, wer im Alter von 15 bis 17 Jahren in die Erwachsenenwelt eintritt. Er wird vom Vater des Targi verliehen. Ziel des Rituals ist es, dem jungen Mann die Unreinheit zu nehmen. Er darf nunmehr beten, rituelle Waschungen vornehmen und zur Koranschule gehen. Im engsten Familienkreis wird der Tagelmust abgelegt, zum Essen lediglich von unten angehoben. Man wäscht ihn nicht und trägt ihn oft so lange, bis er auseinanderfällt.
Unter den Tuareg werden Männer, die den Tagelmust tragen als Kel Tagelmust („Schleierträger“) bezeichnet. Der Tagelmust wird ausschließlich von erwachsenen Männern getragen. Oft zeigen Tuareg-Männer Scham, wenn sie ihren Mund oder die Nase fremden Menschen zeigen müssen. Ist ein Tagelmust nicht verfügbar, verstecken sie sich hinter ihren Händen.